# کارلا برائیت
کارلا برائیت (ایتالیایی: Carla Brait؛ زادهٔ ۲۱ مه ۱۹۵۰) بازیگر، بالرین و شوگرل سابق اهل ایتالیا است.
از فیلم‌هایی که وی در آن‌ها نقش داشته است، می‌توان به ... و فقط پیترو آرتینو نجات پیدا کرد، با یک دست در جلو و دست دیگر پشت…، والری، ظاهر و باطن، فرار از برانکس، تپانچه‌های پر، تنه و دلیل آن قطره‌های عجیب خون روی بدن جنیفر چیست؟ اشاره نمود.